# تنوير المقباس من تفسير ابن عباس
تنوير المقباس من تفسير ابن عباس هو كتاب تفسير؛ يشتمل على تفسير القرآن الكريم. يحتوي الكتاب على روايات متنازع على صحتها، تُنسب إلى عالم الإسلام والصحابي ابن عباس في القرن السابع. وقد جمعها لأول مرة العالم الإسلامي السني الفارسي فيروز آبادي.

## التاريخ والمحتوى
تنوير المقباس هو مجموعة من الروايات المتعلقة بتفسير القرآن الكريم المنسوبة إلى ابن عباس، والتي تختلف في صحتها. وقد نُسخَت هذه الروايات أولًا ثم جمعها العالم فيروز آبادي الذي نشر بعد ذلك مجموعة كاملة من هذه الروايات في كتاب واحد. يعتبر محتوى هذا الكتاب غير نمطي لعمل تفسيري، وخاصة إذا كان منسوبًا إلى أحد الصحابة.

## الأصالة
وقد أوضح عدد كبير من علماء المسلمين أن الروايات الواردة في الكتاب لا تصح نسبتها جميعًا إلى ابن عباس. يقول الدكتور مقران جيزو، وهو أول من ترجم كتاب تنوير المقباس إلى الإنجليزية، في مقدمة الكتاب:
لا شك أن هذا التفسير ليس من تأليف ابن عباس، بل إن إسناد هذا التفسير يعود إلى محمد بن مروان، إلى الكلبي، إلى أبي صالح، وهو ما يصفه المحدثون بسلسلة الكاذب، لأن هذا الإسناد ضعيفٌ لا يُعتمد عليه.

يتفق تقي عثماني في كتابه علوم القرآن على أن تنوير المقباس لا يمكن نسبته إلى ابن عباس، ويعلق أيضًا على عدم موثوقية سلسلة نقل الروايات في الكتاب:
"ومن الخطأ نسبته إلى ابن عباس؛ لأن هذا الكتاب قد بُني على رواية محمد بن مروان السدي عن ابن الكلبي عن أبي صالح عن ابن عباس (رضي الله عنهما)... وقد عُد ذلك عند المحدثين "سلسلة باطلة"."

يقول بلال فليبس في أصول التفسير: إن تنوير المقباس لا يُعتمد عليه، لوجود ابن الكلبي في إسناده.
يكاد يكون تفسير ابن عباس مبنيًا على أحاديث مروية بأسانيد محمد بن السائب الكلبي. ولذلك، يُعتبر هذا التفسير غير موثوق في معظمه، ورغم شيوعه بين العامة، إلا أنه مرفوض جملةً وتفصيلًا من علماء المسلمين.

ثم أضاف فيليبس أن ابن الكلبي اتُّهم باختلاق الأحاديث، وبالتالي فإن تنوير المقباس لا يمكن أن يكون عملًا أصيلًا لابن عباس نفسه.
قال عبد الرحيم رئاسة، عن فراز رباني [الإنجليزية]، إن تنوير المقباس لا يُعتمد عليه، لوجود رواة إشكاليين في الإسناد:
وقد اعتمد التفسير المذكور على روايات السدي الصغير عن الكلبي، وهي أضعف روايات التفسير المنسوبة إليه وأكثرها إشكالًا.

## طالع أيضًا
- تفسير ابن عباس وهو كتاب تفسير آخر منسوب إلى ابن عباس
- تفسير ابن كثير
- تفسير الطبري